# 양카이후이
양카이후이(楊開慧, 양개혜, 1901년 11월 6일~1930년 11월 14일)는 중화민국의 공산주의자로 초대 중화인민공화국 국가원수인 마오쩌둥(毛澤東)의 2번째 부인이며 중화민국 베이핑 대학교 교수를 지낸 양창지(楊昌濟)의 딸이다.

## 별칭
아명(兒名)은 양룬후이(楊潤慧, 양윤혜)이고 자(字)는 윈진(雲錦, 운금)이며 호(號)는 샤(霞, 하)이다.

## 생애
1920년 1월에 8년 연상의 마오쩌둥과 결혼하였는데 마오는 이것이 2번째 결혼이었다. 그녀는 마오와의 사이에서 3남(마오안잉, 마오안칭, 마오안룽)을 두었고 부군 마오와 함께 공산주의 투쟁을 하다가 1930년 11월 14일 중국국민당의 측에서 보낸 자객이 쏜 총에 사살되었다.

## 그녀 사후마오의 결혼 생활
이후 마오는 허쯔전(賀子珍)과 3번째 결혼하였다가 1938년 이혼 후 1939년 장칭(江靑)과 4번째 결혼하였으며 1949년 10월 1일 중화인민공화국 정부를 수립하는 대업의 성과를 이룩하였다.